# Niklas Gustav
Niklas Gustav (Amburgo, 20 giugno 1996) è un giocatore di football americano tedesco, che gioca come defensive end per i Tirol Raiders.
Inizia a giocare nel 2012 per la giovanile degli Hamburg Blue Devils e dal 2015 al 2020 si trasferisce negli Stati Uniti per giocare in squadre di high school e universitarie. Nel 2021 è selezionato al draft CFL dai BC Lions, mentre a partire dal 2022 gioca in ELF con i Tirol Raiders.
Suo fratello minore Joshka gioca nella squadra universitaria dei Colorado Buffaloes.